# Altafonte Sessions presenta... Marlango
Altafonte Sessions presenta... Marlango es el octavo álbum del grupo Marlango lanzado el 25 de octubre de 2019 a través de Altafonte.

## Lista de canciones
- El material discográfico contiene 10 temas.[1][2][3]

| N.º | Título                             | Escritor(es)                     | Duración |  |
| 1.  | «Dime que llegaremos lejos (Live)» | Leonor Watling, Alejandro Pelayo | 3:36     |  |
| 2.  | «El veneno (Live)»                 | Leonor Watling, Alejandro Pelayo | 3:39     |  |
| 3.  | «Un momento perfecto (Live)»       | Leonor Watling, Alejandro Pelayo | 5:18     |  |
| 4.  | «Baila (Live)»                     | Leonor Watling, Alejandro Pelayo | 5:24     |  |
| 5.  | «Los desertores (Live)»            | Leonor Watling, Alejandro Pelayo | 4:21     |  |
| 6.  | «20 años (Live)»                   | Leonor Watling, Alejandro Pelayo | 3:22     |  |
| 7.  | «Poco a poco (Live)»               | Leonor Watling, Alejandro Pelayo | 4:01     |  |
| 8.  | «Dame la razón (Live)»             | Leonor Watling, Alejandro Pelayo | 3:55     |  |
| 9.  | «El último trago (Live)»           | Leonor Watling, Alejandro Pelayo | 2:54     |  |
| 10. | «Via con me (Live)»                | Leonor Watling, Alejandro Pelayo | 2:51     |  |

## Créditos y personal
- Piano – Alejandro Pelayo
- Vocalista – Leonor Watling
- Chelo – Marta Mulero Vinuesa
- Batería – Ricardo Moreno